# オラディ

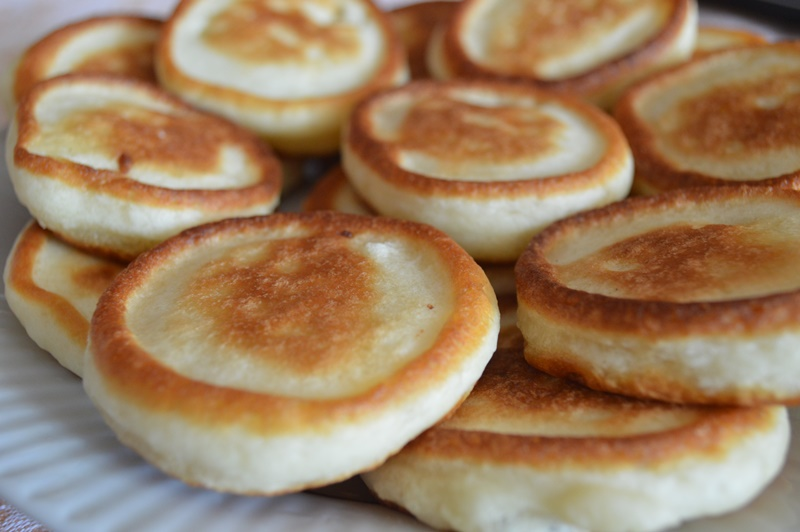
オラディの例（ウクライナ）

オラディ（ロシア語: оладьи、oladyi）はロシア、ウクライナ、ベラルーシで食されているパンケーキの1種。
朝食やおやつとして食される。フライパンを使用して小さく円形に焼き（日本で一般的なホットケーキよりは小さめ）、円の周囲に丸い縁取りができるのが特徴的である。ロシアでは、ヨーグルトなど、酸味のあるものを入れて作る。
16世紀に成立したロシアの家庭訓である『ドモストロイ』にはオラディが記されている。古くからある料理であるため、ロシア文化にも深く根付いており「夢にオラディが出てきたら、親戚または友人と楽しい会話をするだろう」というような諺もある。